# Leif Schmücker
Leif Schmücker (født 21. juni 1942, død 6. december 2021) var en dansk bokser i weltervægt og let-mellemvægt. 
Leif Schmücker boksede som amatør for AK Jyden. Han vandt det jyske mesterskab 4 gange (1959 i let-weltervægt, 1960 i weltervægt og i 1963-1964 i letmellemvægt). Han vandt det danske mesterskab i let-weltervægt i 1959, og i letmellemvægt i 1962 og 1963. Som amatør boksede han en række bokselandskampe. Han tabte to gange til den stærke Bo Högberg i 1961 og 62, men vandt over den senere professionelle Stig Waltersson i november 1962 i København. 
Leif Schmücker han debuterede som professionel den 5. december 1963 med en pointsejr over tyskeren Mannfred Lessmann. Han tabte sin 4. kamp på knockout til Ernesto Musso, og mødte herefter landsmanden René Trøjbjerg og led yderligere et nederlag på knockout. Den 14. maj 1965 mødte Schmücker igen svenskeren Stig Waltersson, der i sin debutkamp havde knockoutet René Trøjbjerg. Waltersson knockoutede også Schmücker, der var i gulvet 3 gange, inden kampen blev stoppet i 4. omgang. I 1966 fik Schmücker revanche for nederlaget til Ernesto Musso, og vandt samtlige sine kampe, bortset fra en enkelt uafgjort. 
Schmücker havde imidlertid svært ved at levere konsistente resultater, og tabte i 1967 5 af sine 7 kampe. Schmücker blev stoppet af landsmanden Preben Rasmussen i 4. omgang af en match den 8. december 1967, og boksede herefter en uge senere mod tyskeren Klaus Klein i Köln. Klein slog Schmücker ud i 5. omgang i det, der blev Schmückers sidste kamp. 
Leif Schmücker opnåede 32 kampe som professionel (19 sejre (7 før tid), 12 nederlag (6 før tid) og 1 uafgjort).
Efter sin aktive karriere fungerede Leif Schmücker som kampleder ved en række professionelle boksestævner i Danmark.